# Pas de repos pour les braves
Pas de repos pour les braves (tj. Není odpočinku pro odvážné, Odvážní neodpočívají) je francouzsko-rakouský hraný film z roku 2003, který režíroval Alain Guiraudie podle vlastního scénáře. Film, ve kterém se mísí reálná skutečnost se snovými představami, popisuje osudy mladíka, který se bojí usnout, aby nezemřel. Film byl uveden na Filmovém festivalu v Cannes v sekci Quinzaine des réalisateurs a na 38. Filmovém festivalu Karlovy Vary v sekci Fórum nezávislých pod názvem Odvážní neodpočívají.

## Děj
Basile Matin je přesvědčen, že pokud jen jedinkrát usne, zemře. Jednou se mu totiž zdálo o tajemném Faftao-Laoupo, který mu oznámil jeho smrt, pokud znovu usne. Protože ještě nechce umřít, rozhodne se, že nikdy neusne a namísto toho se vydává na cestu. V patách jsou mu mladík Igor, kterému o svém snu vyprávěl, a který chce vědět více o Faftao-Laoupo a také novinář na volné noze a amatérský detektiv Johnny Goth. Bazil nejprve odjíždí do zapadlé vesnice, kde žije pod jménem Hector se starším mužem. Když se zde objeví Johnny Goth, uteče před ním. Protože Gotha pronásledují gangsteři, prchají posléze společně i před nimi a setkávají se s Igorem. Basile se nakonec vrací do své vesnice.

## Obsazení
| Thomas Suire          | Basile/Hector |
| Thomas Blanchard      | Igor          |
| Laurent Soffiati      | Johnny Goth   |
| Vincent Martin        | Bodowski      |
| Pierre-Maurice Nouvel | Sorano        |
| Roger Guidone         | Roger         |
| Nicole Huc            | Lydie         |
| Jean-Claude Baudracco | Dede          |
| Bruno Izarn           | Daniel        |
| Jacques Mestres       | Jean-Luc      |
| Serge Ribes           | Jack          |
| Jérôme Mancet         | Franck        |
| Valérie Pangrazzi     | Annie         |
| Marie-Pierre Neskovic | Julie         |
| Jeanne Delavenay      | Anne          |